# Stefanie Seiler

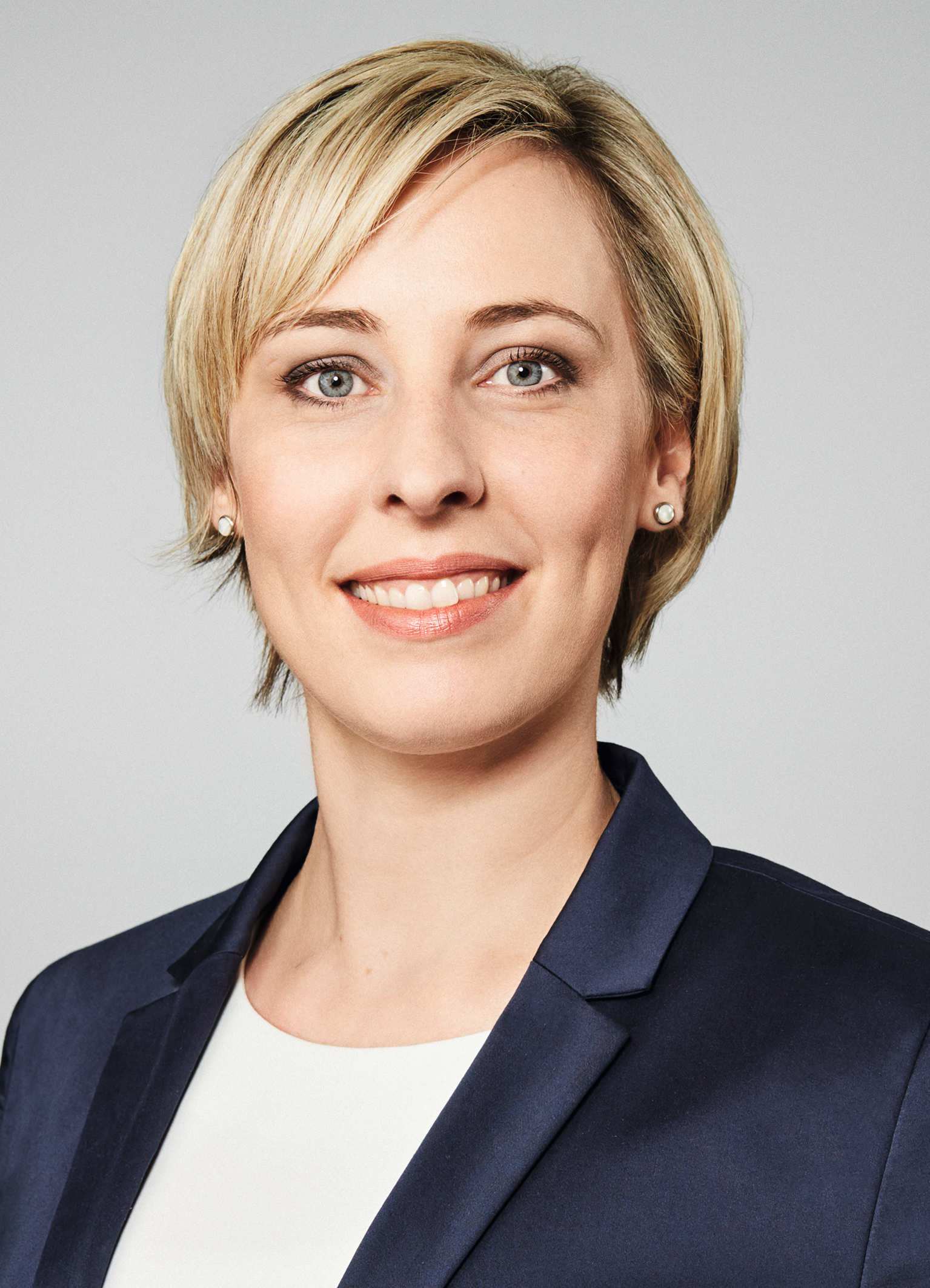
Stefanie Seiler (2018)

Stefanie Seiler (* 30. August 1983 in Speyer) ist eine deutsche Politikerin (SPD). Seit dem 2. Januar 2019 ist sie Oberbürgermeisterin von Speyer.

## Leben
Stefanie Seiler wurde als Tochter eines Bauunternehmers und einer Altenpflegerin geboren. Nach dem Abitur am Nikolaus-von-Weis-Gymnasium Speyer studierte sie an der Ruprecht-Karls-Universität Heidelberg Soziologie. Während des Studiums arbeitete sie im Betrieb ihres Vaters wie auch als wissenschaftliche Hilfskraft an der Universität. 2011 absolvierte sie ein Ergänzungsstudium an der Deutschen Universität für Verwaltungswissenschaften in ihrer Heimatstadt; Themenschwerpunkt: Öffentliche Aufgaben, Organisation und Verfahren.
Die Mutter einer Tochter ist seit August 2019 verheiratet.

## Politik
Seiler trat 2002 in die SPD ein und wurde im selben Jahr Vorsitzende der Speyerer Jusos, was sie bis 2014 blieb. 2012 war sie Bildungssekretärin des Juso-Landesverbandes Rheinland-Pfalz. Seit 2011 ist sie Schriftführerin des SPD-Unterbezirks Vorderpfalz, im April 2013 wählte sie der Stadtverband Speyer zu seiner neuen Vorsitzenden. Auf Landesebene gehört sie ab 2011 dem Parteirat der SPD an; am 24. November 2018 wählte der Landesparteitag sie auch in den Landesvorstand der SPD Rheinland-Pfalz.
Von 2009 bis 2015 gehörte Seiler dem Speyerer Stadtrat an – ab 2012 als stellvertretende Fraktionsvorsitzende; 2015 wurde sie hauptamtliche Beigeordnete der Stadtverwaltung. Das von ihr geleitete Dezernat III umfasste die Zuständigkeitsbereiche Sicherheit, Ordnung, Bürgerdienste und Umwelt. 2012 hatte sie an der Kommunalakademie der SPD-Parteischule teilgenommen. Als Kandidatin der SPD für die Oberbürgermeisterwahl 2018 setzte sie sich im Stichentscheid am 10. Juni 2018 mit 52,4 Prozent der gültigen Stimmen gegen Amtsinhaber Hansjörg Eger (CDU) durch. Stefanie Seiler trat ihr Amt am 2. Januar 2019 an.